# Veiller tard
Veiller tard (укр. Зоріти ніч) — пісня Жана-Жака Гольдмана, написана 1982 році. Вийшла в рамках вже його сольного проекту, в другому студійному альбомі «Minoritaire».

## Про пісню
Протяжні саксофонічні етюди на фоні гітарної композиції «Veiller tard» підкреслюють глибину лірики цієї пісні.
Пісню переспівували: і сам автор, і відомі французькі виконавці.

## Фрагмент пісні
Фрагмент пісні (останній куплет):
Ces liens que l'on sécrète et qui joignent les être

Ces désirs évadés qui nous feront aimer,

Ces raisons-là qui font que nos raisons sont vaines,

Ces choses au fond de nous qui nous font veiller tard